# Lucan Racing Irish Classic
Lucan Racing Irish Classic je nejakostni povabilni snooker turnir. Pod sponzorstvom Lucan Racinga se odvija vsako leto, prvi turnir je potekal leta 2007. Na turnir organizatorji povabijo večinoma irske in severnoirske igralce. Turnir trenutno prirejajo v snooker klubu Celbridge Snooker Club, Kildare, Irska.

## Zmagovalci
| Leto | Zmagovalec   | Nasprotnik v finalu | Končni izid | Sezona  |
| ---- | ------------ | ------------------- | ----------- | ------- |
| 2007 | David Morris | Fergal O'Brien      | 5 - 3       | 2007/08 |
| 2008 | Ken Doherty  | Fergal O'Brien      | 5 - 2       | 2008/09 |
| 2009 | Joe Swail    | Fergal O'Brien      | 5 - 0       | 2009/10 |